# کادوما، اوساکا
کادوما در استان اوساکا در کشور ژاپن  واقع شده‌است  که دارای جمعیت ۱۳۰٬۰۲۶ نفر و مساحت ۱۲٫۲۸ کیلومتر مربع با تراکم جمعیت ۱۰٬۵۸۸  نفر در کیلومترمربع است و در تاریخ ۱ اوت ۱۹۶۳ به عنوان شهر شناخته شد.